# Parque nacional del Cabo Orange
El Parque Nacional del Cabo Orange se sitúa en los municipios de Oiapoque y Calçoene, en la región del norte del estado de Amapá, Brasil. Posee un área de 442.437,00 (ha). El perímetro del parque es de 523.041,495 metros. Forma parte del conjunto de Parques nacionales de Brasil administrados por Instituto Chico Mendes para la Conservación de la Biodiversidad.
El PNCO fue creado por el Decreto N.º 84913, emitida por la Presidencia de la República en 15 de julio de 1980, con una superficie aproximada de 657.327  hectáreas. Tiene como objetivo la preservación de los ecosistemas del manglar, campos y tierras bajas situadas en la desembocadura del río Oiapoque y la costa norte de Brasil en el estado de Amapá. El mangle o manglar tiene el factor selectivo de la vegetación de la salinidad de marzo , donde las especies que se producen se adaptan a las condiciones del hábitat.
Las tierras que conforman esta área protegida fue habitada por diversos pueblos indígenas y más tarde cambiaron durante siglos por los portugueses, franceses , ingleses y holandeses. Los registros materiales y culturales de la historia de esta región están presentes en varias partes del parque nacional . El nombre en sí, Cabo Orange, tomado de la forma de relieve que marca el extremo norte de la costa brasileña, es un homenaje hecho por una realeza holandesa a su país, que tiene el color naranja como marca nacional.
Antes de la creación del parque ya había una reserva india que lo limita, lo que favoreció su protección. El parque protege una amplia zona de manglares, una gama marítima de 10 km de ancho por 200 kilómetros de largo y ecosistemas terrestres, y promueve la educación ambiental y la investigación. Cabo Orange fue la primera área protegida creada en Amapá, estado que ahora cuenta con 55% de su territorio protegido por parques, reservas y tierras indígenas .
En 2013, el PNCO fue elegido el Sitio Ramsar más joven brasileño, una designación que confirma que se trata de un humedal de importancia internacional. Ramsar es la ciudad iraní donde se realizó la primera convención internacional que se ocupa de este tema. La introducción de estas zonas en la lista internacional hace que sea más fácil para apoyar el desarrollo de la investigación, el acceso a los fondos internacionales para la financiación de proyectos y creación de un entorno favorable para la cooperación internacional.